# Трипільці: перші володарі України
Трипільці: перші володарі України — український документальний фільм про трипільців.

## Інформація про фільм
Трипільська культура, або Кукутені культура (рум. Cucuteni, або культурна спільність «Кукутені-Трипілля») — археологічна культура часів енеоліту, назва якої походить від назви тоді села Трипілля на Київщині (у вказаній «розширеній» назві культури присутня ще назва румунського села Кукутень). Культура набула найбільшого розквіту між 5500 та 2750 рр. до н. е., розташовувалась між Карпатами та річкою Дніпро на території сучасних України, Молдови та Румунії, займаючи територію загальною площею понад 35 тис. км?. В часи розквіту цій культурі належали найбільші за розміром поселення у Європі: кількість жителів деяких з них перевищувала 15 тис. осіб.